# LOHAFEX
LOHAFEX war ein vom Bundesforschungsministerium initiiertes und vom Alfred-Wegener-Institut (AWI) 2009 durchgeführtes Experiment zur Meeresdüngung im Südatlantik. Es handelte sich auch um ein deutsch-indisches Kooperationsprojekt. Das Wort selbst ist gleichzeitig ein Akronym und Kofferwort, zusammengesetzt aus dem indischen Wort LOHA für Eisen und FEX für „Fertilization EXperiment“. LOHAFEX soll ein Beitrag zu POGO sein, der Partnerschaft zur Beobachtung der Ozeane (Partnership for Observation of the Global Oceans). Im AWI wird die Expedition unter der Bezeichnung ANT-XXV/3 geführt. Hierzu wurden auch wöchentlich Berichte auf der Internetpräsenz des Institutes veröffentlicht.
Im Rahmen des Experiments brachte das deutsche Forschungsschiff Polarstern 6 t Eisen in Form von Eisensulfat in einem 300 Quadratkilometer großen Versuchsgebiet aus. Das Eisensulfat sollte sich in den oberen 15 Metern der Wasserschicht verteilen. Man erwartete, dass bei der dann entstehenden Algenblüte ein nennenswerter Teil des im Wasser gelösten Kohlendioxids durch Assimilation als Kohlenstoff organisch gebunden und zum Meeresgrund sinken würde. Am 7. Januar 2009 lief das Schiff in Kapstadt aus. Die Expedition endete nach 70 Tagen am 17. März 2009 in Punta Arenas, Chile.
Die Technik, den Ozean mit Eisensulfat zu düngen, ist umstritten; das Bundesumweltministerium forderte zeitweise einen Stopp des Experimentes, da Umweltschützer eine Schädigung von Meerespflanzen und -tieren durch eine künstliche Algenblüte befürchten. Die meisten Kritiker befürchten langfristige Auswirkungen, die von einer wenige Wochen dauernden Beobachtung nicht erfasst werden können. Andere Kritiker befürchten den Einstieg in großtechnische Beeinflussung von Ökosystemen mit großflächigen Geoengineeringexperimenten.
LOHAFEX war nicht das erste Experiment dieser Art. Bereits 2000 und 2004 wurden vom selben Schiff aus vergleichbare Mengen Eisensulfat ausgebracht (EisenEx-Experiment), wobei 10 bis 20 Prozent der Algenblüte aus Kieselalgen abstarb und zum Meeresboden sank. Dieser zusätzliche Teil entzog den aufgenommenen Kohlenstoff aus der Atmosphäre.
Ein Hauptergebnis dieses Experiments war, dass hier das Wachstum anderer Kleinalgen durch Eisendüngung stimuliert wurde. Diese wurden unmittelbar durch Zooplankton und höhere Taxa gefressen und organischer Kohlenstoff konnte nicht absinken. Dementsprechend würde auch eine umfangreiche Düngung der riesigen subantarktischen Zone mit Eisen nicht dazu führen, dass bedeutende Mengen CO2 aus der Atmosphäre gebunden werden können, da der Gehalt an Kieselsäure im Oberflächenwasser dieses Gebietes zu gering ist.